# Алголь
Алго́ль (β Per, 26 Per, Бета Персея) — кратная (тройная) затменная переменная звезда в созвездии Персея. Находится на расстоянии около 92,8 св. года от Солнца. Около 7,3 млн лет назад Алголь прошёл в 9,8 св. года от Солнечной системы и его видимая звёздная величина тогда составляла около −2,5m.

## Характеристики системы
Два компонента, Алголь A и Алголь B, образуют очень тесную двойную систему: расстояние между ними всего 0,062 а.е. (то есть в 16 раз меньше расстояния от Земли до Солнца). Период обращения составляет 2,86731 суток. При вращении компоненты поочерёдно частично затмевают друг друга, что и вызывает эффект переменности.
Менее массивная звезда Алголь B имеет бо́льший размер и является сильно проэволюционировавшим субгигантом, тогда как Алголь A — звезда главной последовательности. В то же время известно, что более массивные звёзды эволюционируют быстрее. Это противоречие, известное как парадокс Алголя, вызвано перетеканием вещества: когда более массивная звезда стала субгигантом, она заняла свою полость Роша, и вещество стало перетекать на другую компоненту.
Третья звезда системы Алголь C вращается на расстоянии 2,69 а.е. от центра масс первых двух с периодом 681 день (1,86 года). Общая масса системы приблизительно 5,8 массы Солнца, отношение масс компонентов примерно равно {\displaystyle 4{,}5:1:2}.

## Исторические сведения
Переменность звезды была замечена ещё в древности и вызывала демонические ассоциации. Название происходит от арабского الغول (ал-гуль — злой дух, чудовище). В изображении созвездия Персея Алголь изображался как глаз отрубленной головы горгоны Медузы. Некоторые современные исследования связывают с Алголем найденную в одном из древнеегипетских календарей 2,85-дневную периодичность благоприятных и несчастливых дней.
В Китае Алголь носил имя Далин’у (大陵五, Пятая Звезда Мавзолея) или Деши (叠尸, Сваленные Трупы).
Для европейской астрономии переменность Алголя открыл в 1667 или 1669 году итальянский учёный Джеминиано Монтанари. Спустя более ста лет, в 1782 году, это же открытие независимо совершил англичанин Джон Гудрайк, определивший период колебания блеска системы. В своём сообщении он предложил два объяснения феномену: либо вокруг звезды обращается «крупное тело», либо к Земле периодически поворачивается более тёмная сторона самой звезды, покрытая «пятнами или подобным веществом». Таким образом, Гудрайк положил начало теории затменно-переменных звёзд.
Гипотезы об Алголе были подтверждены в конце XIX века: в 1880—1881 годах гарвардский астроном Эдвард Чарльз Пикеринг представил доказательства, что Алголь является двойной затменной звёздной системой, и впервые указал, что фотометрическая кривая блеска даёт возможность определить размеры компонентов. Вскоре, в 1889 году, потсдамский астроном Герман Карл Фогель обнаружил доплеровские смещения линий в спектре этой звезды, обусловленные орбитальным движением её компонент.